# 蒙提祖馬鎮區 (伊利諾伊州派克縣)
蒙提祖馬鎮區（英語：Montezuma Township）是位於美國伊利諾伊州派克縣的一個行政鎮區。

## 地方資料
根據2010年美國人口普查的數據，蒙提祖馬鎮區的面積為89.20平方千米，當中陸地面積為87.40平方千米，而水域面積為1.80平方千米。當地共有人口526人，而人口密度為每平方千米5.9人。